# Mjerilo protoka
Mjerilo protoka je mjerni instrument ili uređaj za mjerenje količine tekućine, pare ili plina koji protječu kroz cjevovod u nekom vremenu (protok). Koristi se u raznim industrijskim granama (kemijskoj, prehrambenoj), distribuciji potrošne vode ili plina (vodomjer, plinomjer), gospodarenju vodama, poljoprivredi i drugom. Sastoji se od registrirajućega dijela (dio koji bilježi) i mjernoga dijela, koji mogu biti konstrukcijski vrlo raznoliki.

## Mjerila na osnovi razlike tlakova
Mjerila na osnovi razlike tlakova jesu Venturijeva cijev, mjerna sapnica, mjerna prigušnica, te Pitotova cijev. Kod tih je mjernih instrumenata način rada u osnovi jednak: na mjestu suženja presjeka tlak je niži, a pad tlaka razmjeran je brzini, odnosno protoku fluida (Bernoullijeva jednadžba). Mjerenjem razlike tlakova uz pomoć tlakomjera (manometra) može se odrediti protok. 

### Venturijeva cijev
Venturijeva cijev sastoji se od stožastog ulaznoga dijela koji vodi do uskoga grla, nakon kojega slijedi izlazni dio cijevi, a tlakovi se mjere prije suženja i u suženju. Zbog takva oblika Venturijeve cijevi, prljavština se u njoj ne taloži, pa se njome mogu mjeriti i onečišćeni fluidi.

### Mjerna sapnica
Mjerna sapnica obično je eliptična ili kružna ulaza i općenito se koristi za mjerenje protoka vodene pare pri velikim brzinama strujanja. Tlakovi se mjere ispred sapnice i na samom izlazu iz nje. 

### Mjerna prigušnica
Mjerna prigušnica sastoji se od kružne ploče s kružnim otvorom u sredini. Tlak se mjeri u cijevi prije i iza prigušnice. Kako bi se prigušnica mogla primijeniti, mjerni fluid mora biti sasvim homogen, iz plinova se tijekom njihova prolaska ne smije izdvajati voda, a tok fluida kroz cjevovod mora biti ujednačen i bez vrtloženja. 

### Vodomjer
Vodomjer je naprava ili mjerni instrument za mjerenje količine vode koja je protekla kroz neku cijev. Ta se količina iskazuje u kubnim metrima (m3), litrama (l ili L) i slično. Iako se vodomjerom izravno ne mjeri protok (količina vode koja protječe u jedinici vremena), izmjerene se vrijednosti uvijek odnose na jedno mjerenje, obračunsko razdoblje i slično, pa se vodomjer često smatra vrstom mjerila protoka, kojemu je i konstrukcijski sličan.

### Pitotova cijev
Pitotova cijev ili Pitot-cijev za razliku od mjerne prigušnice, Dallove i Venturijeve cijevi, koji mjere volumni ili maseni protok, mjeri brzinu protoka u određenoj točki. Na osnovu zakona o očuvanja energije za idealne tekućine može se izvesti jednostavan način određivanja brzine tekućine, mjerenjem razlike statičkog i dinamičkog člana tlaka, odnosno odgovarajućih članova u Bernoullijevoj jednadžbi. Mjerni uređaj se sastoji
od dvije kapilare spojenih na diferencijalni manometar. Jedna kapilara ima otvor okomit na strujnice tekućine (ili plina), a druga kapilara ima otvor paralelan sa strujnicama. U prvoj kapilari djeluje tlak jednak zbroju statičkog i dinamičkog tlaka, a u drugoj kapilari vlada statički tlak. Mjerni signal je razlika dvaju tlakova. Pogreška mjerenja Pitotove cijevi je oko 2% za brzine fluida do 150 m/s.

## Turbinska mjerila protoka
Turbinska mjerila protoka mjere brzinu strujanja fluida s pomoću mjernoga turbinskoga rotora ili takozvanih Woltmannova krila, a njima se obično izražava volumni protok. Postoji više različitih izvedbi takvih mjerila, a prema načinu mjerenja razlikuju se ona koja mjere brzinu strujanja fluida po cijelom poprječnom presjeku toka i ona koja mjere brzinu u pojedinim točkama presjeka. Turbinska mjerila, rotor kojih prekriva cijelu površinu mjernoga presjeka, upotrebljavaju se na cjevovodima sve do 1 000 milimetara promjera.

### Rotacijska mjerila protoka
U rotacijska mjerila protoka svrstavaju se sva ona neposredna obujamska mjerila protoka kod kojih jedan ili više elemenata rotiraju. Takva su mjerila obično plinomjeri s tekućinom. Kako nemaju nikakvih ventila, oni mjere protekli obujam vrlo točno, pa su pogodni za mjerenje malih protoka.

## Maseni protokomjeri
Maseni protomjeri mogu biti Coriolisov protokomjer, termodinamički protokomjer, protokomjer s vrućom žicom.

### Mjerenje protoka užarenom žicom
Mjerenje protoka užarenom žicom zasniva se na ovisnosti gubitka topline užarene žice, odnosno smanjenja njezina električnog otpora o protoku. Žice se izrađuju od platine, volframa, iridija ili njihovih slitina. Budući da su žice vrlo osjetljive na mehanička oštećenja i vrlo su krhke, ta se mjerila uglavnom koriste za mjerenja protoka čistoga zraka i plina.

### Coriolisov protokomjer
Pojava da se na tijelo, ili tekućinu, koja se giba i istovremeno rotira djeluje osim centrifugalne sile i Coriolisova sila, koristi se za maseni protokomjer. Coriolisovo ubrzanje (sila) djeluje uvijek okomito na prividnu brzinu tijela i kutnu brzinu rotacije. Djelovanje Coriolisove sile možemo zapaziti kada tekućina istječe iz posude (npr. slivnika ili kade) jer zbog nje istovremeno uz istjecanje dolazi i do rotacije tekućine. Na sjevernoj polutki Zemlje rotacija tekućine je u smjeru zakretanja kazaljke na satu, a na južnoj polutci je u suprotnom smjeru. Coriolisov protokomjer se sastoji od dvije paralelne cijevi savite u obliku slova U kroz koje protječe tekućina u istom smjeru. Način rada zasniva se na uvijanju (torziji) cijevi koje titraju a kroz njih protječe tekućina. Gornja i donja cijev titraju suprotno, tako da kada se gornja cijev kreće prema gore, donja cijev ima suprotan smjer kretanja. Titranje je pobuđeno elektromagnetskim djelovanjem i dolazi do rezonancije kada cijevi titraju vlastitom ili prirodnom frekvencijom. Frekvencija titraja je od 100 do 300 Hz s vrlo malom amplitudom, manjom od 1 mm. Zbog Coriolisove sile tekućina djeluje silom na stjenke cijevi i dolazi do njihovog savijanja (torzije) i pomaka u titranju.

### Termodinamički protokomjer
Točno mjerenje protoka kapljevina i plinova ostvareno je točnim mjerenjem toplinske ravnoteže koja je uvjetovana masenim protokom tvari. Toplina se razvija u namotaju žice oko cijevi i kondukcijom kroz stijenku se prenosi na tekućinu koja protječe kroz cijev.  Temperatura se točno mjeri prije grijača i poslije grijača. Razlika temperature mjeri se u spoju termometara u Wheastoneovom otporničkom mjernom mostu. Mjerni signal masenog protoka je razlika napona (temperatura) na granama Wheastoneovog mosta. Ravnotežom je određen odnos između protoka i razlike temperature. Velika je prednost termodinamičkog protokomjera da nema pada tlaka i velika točnost mjerenja. Nedostatak je da mjerni signal ovisi o sastavu plinova, pa se mora posebno umjeriti (baždariti) za svaki plin.

## Rotametri
Rotametri su mjerila protoka s lebdjelicom. Ta mjerila mogu biti brzinska mjerila protoka, udarna mjerila na osnovi dinamičkoga tlaka struje fluida, mjerila na osnovi optjecanja detektorskoga dijela, te mjerila protoka s promjenljivom površinom protjecanoga presjeka. Osnovni su dijelovi takvih mjerila uspravna, konusna, obično staklena mjerna cijev, te posebno oblikovana lebdjelica u toj cijevi. Kada nema protoka kroz rotametar, lebdjelica zbog svoje težine ostaje na dnu. Kada pak fluid uđe u mjernu cijev s donje strane, strujanjem fluida oko lebdjelice djeluje i hidrodinamički tlak, stvarajući time uzgonsku silu ovisnu o brzini protoka. Povećanjem brzine protoka povećava se i uzgonska sila koja uzrokuje sukladno (proporcionalno) podizanje lebdjelice u mjernoj cijevi, što se umjerava (baždari) i mjeri. 

## Mjerilo protoka s ovalnim zupčanicima
Mjerilo protoka s ovalnim zupčanicima ili klipovima upotrebljava se uglavnom za mjerenje protoka plinova.

## Električki ili elektronički protomjeri
Električki ili elektronički protomjeri mogu biti vrtložni protomjer, elektromagnetski protokomjer, ultrazvučni protokomjer, Dopplerov protokomjer, Laserski Dopplerov protokomjer.

### Mjerenje protoka vrtloženjem ili turbulencijom
Iza nepokretnog objekta u struji fluida stvaraju se vrtlozi čija frekvencija je proporcionalna brzini strujanja. U područje vrtloženja se postavlja mjerni pretvornik koji može pratiti frekvenciju vrtloženja. Najčešće se mjeri frekvencija promjene tlaka zbog vrtloženja, a mogu se koristiti termistori, tenzometri, ultrazvučna metoda, induktivna metoda i drugo. Iz izmjerene frekvencije protok se može izračunati. Prednosti mjerila protoka vrtloženjem su linearna karakteristika, velika dinamika (1:100), točnost bolja od 1%. Nedostatak je što se ne koriste se za vrlo viskozne tekućine.

### Elektromagnetski protokomjer
Kod elektromagnetskog protokomjera sam fluid djeluje kao vodič napona, a na stijenkama cijevi su postavljene dvije elektrode (izolirane od same cijevi). Primjenjiv je samo na vodljive tekućine. Način rada se temelji se na zakonu elektromagnetske indukcije. Cijev kroz koju teče vodljiva tekućina postavlja se u magnetsko polje. Vodič predstavlja sama vodljiva tekućina koja struji nekom brzinom. Problem pri radu s istosmjernim magnetskim poljem je stvaranje polarizacijskog napona (koji je veći od korisnog signala) na elektrodama. Zbog toga se za mjerenje koristi izmjenično magnetsko polje. Pri tome se koristiti sljedeći valni oblici: sinusoidalni, pravokutni ili trapezni.

### Ultrazvučni protokomjer
Kod ultrazvučnog protokomjera mjerenje se temelji na činjenici da se ultrazvučni val rasprostire brže niz struju, nego uz struju fluida. Mjeri se razlika vremena prostiranja ultrazvuka niz struju i uz struju.

### Dopplerov protokomjer
Dopplerov protokomjer se koristi kada u tekućini ima čestica (ili mjehurića) od kojih se ultrazvuk može odbijati (reflektirati). Primjer je neinvazivno mjerenje protoka krvi u žilama. Na rad utječe koncentracija i veličina čestica, kao i raspodjela brzine fluida po presjeku cijevi. Točnost ovog protokomjera je oko 5%.

### Laserski Dopplerov protokomjer
Laserski Dopplerov protokomjer se isto zasniva na Doplerovom učinku (eng. Laser Doppler Anemometer ili LDA). Umjesto ultrazvučnog vala koristi se monokromatski sinkroni val svjetlosti (laser). Frekvencijski pomak mjeri se analizom interferometrijske slike koja nastaje interferiranjem upadne i reflektirane zrake.